# Eltyrëva
La Eltyrëva o Ëltyreva (in russo Елтырёва, Ёлтырева?; in lingua selcupa Suksiger; nella parte superiore Žigalova) è un fiume della Russia siberiana, affluente di destra del fiume Ket' (bacino idrografico dell'Ob'). Scorre nei rajon Verchneketskij e Kolpaševskij dell'Oblast' di Tomsk.

## Descrizione
La Eltyrëva proviene dal piccolo lago Lebedinoe (lago "dei cigni") in una zona paludosa della pianura siberiana occidentale a un'altezza di circa 145 m s.l.m. Il fiume scorre in direzione sud e svolta poi in direzione sud-ovest. Ha una lunghezza di 332 km e il suo bacino è di 5 240 km². La sua portata media, a 53 km dalla foce, è di 28,76 m³/s. Il fiume gela da ottobre fino a maggio; le alluvioni si verificano in maggio-giugno.